# Sheikens Slavinde
Sheikens Slavinde (originaltitel The Song of Love) er en amerikansk stumfilm fra 1923 af Chester Franklin og Frances Marion.

## Medvirkende
- Norma Talmadge som Noorma-hal
- Joseph Schildkraut som Raymon Valverde
- Arthur Edmund Carewe som Ramlika
- Larry Wheat som Dick Jones
- Maude Wayne som Maureen Desmard
- Earl Schenck som Desmard
- Hector V. Sarno som Chandra-lal